# Брандмауер (архітектура)

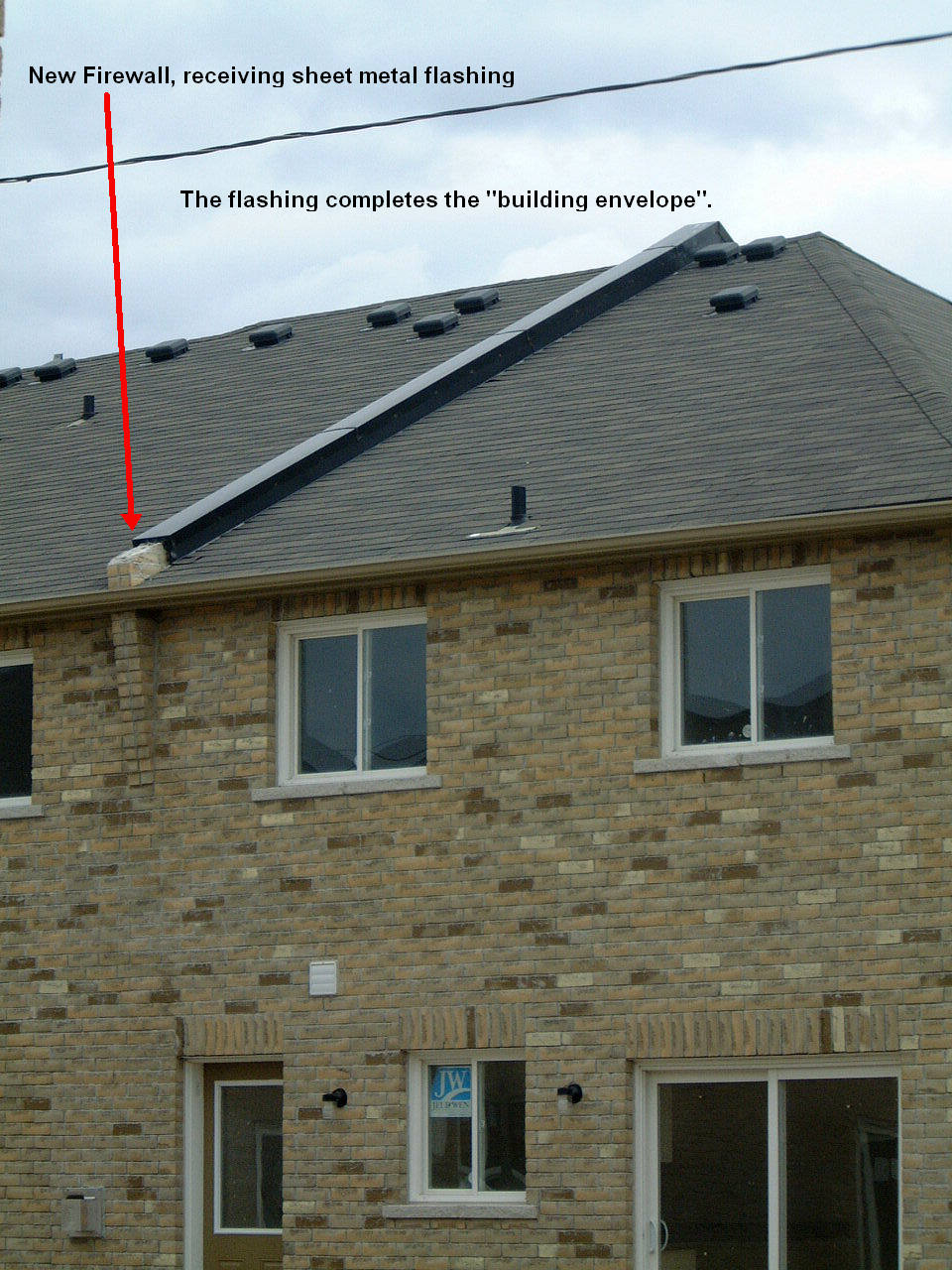
Брандмауер розділяє будинок на два окремі житлові приміщення

Брандма́уер (укр. негоримур, від нім. Brandmauer, досл. «стіна від пожежі») — глуха вогнестійка, зазвичай мурована, стіна, що поділяє будівлю по вертикалі на дві самостійні частини. Споруджується брандмауер, задля перешкоджання поширенню пожежі з однієї частини будинку на іншу. Брандмауер повинен мати самостійний фундамент і підніматися над дахом на висоту, яка залежить від вогнестійкості покрівлі.

## Застосування
Брандмауери — частина пасивних систем протипожежного захисту будівлі і можуть використовуватися для поділу споруди на окремі зони пожежі та будуються відповідно до місцевих будівельних норм. 
Брандмауери можуть застосовуватися, також,  для розділення високовольтних трансформаторів на електричній підстанції у разі розриву та займання вмістища мінеральної оливи. Брандмауер служить стіною для захисту від вогню між одним, наповненим оливою трансформатором, і іншими сусідніми трансформаторами, будівельними конструкціями та обладнанням на майданчику.

### Види
Існують три основні види протипожежних перепон: протипожежні стіни, протипожежні бар'єри і протипожежні перегородки. Для непрофесіонала, просте використання мови, зазвичай об'єднує всі три назви стосовно брандмауера в одну, якщо не потрібно розмежування між ними. Крім того, спеціальні протипожежні стіни, такі як вогнетривка стіна High Challenge, мають додаткові відмінності.
- Протипожежна стіна є збіркою матеріалів, використовуваних для поділу трансформаторів, конструкцій або великих будівель, щоби запобігти поширенню вогню, шляхом зведення стіни, яка простягається від фундаменту крізь дах із заданою тривалістю вогнестійкості і незалежною структурною сталістю. Це дозволяє розділити будівлю на більш дрібні секції. Якщо розділи стають структурно нестійкими через пожежу або інші причини, ця ділянка може зламатися або відпасти від інших секцій будинку. [1]

- Протипожежна перегородка, являє собою вогнетривку перепону, яка забезпечує нижчий рівень захисту, ніж зазвичай, забезпечується вогнетривкою стіною. Основні відмінності полягають у тому, що ці протипожежні перегородки не є структурно самодостатніми. [2]

- Протипожежні бар'єри, зазвичай, безперервні від однієї зовнішньої стіни до іншої зовнішньої стіни, або від нижчої

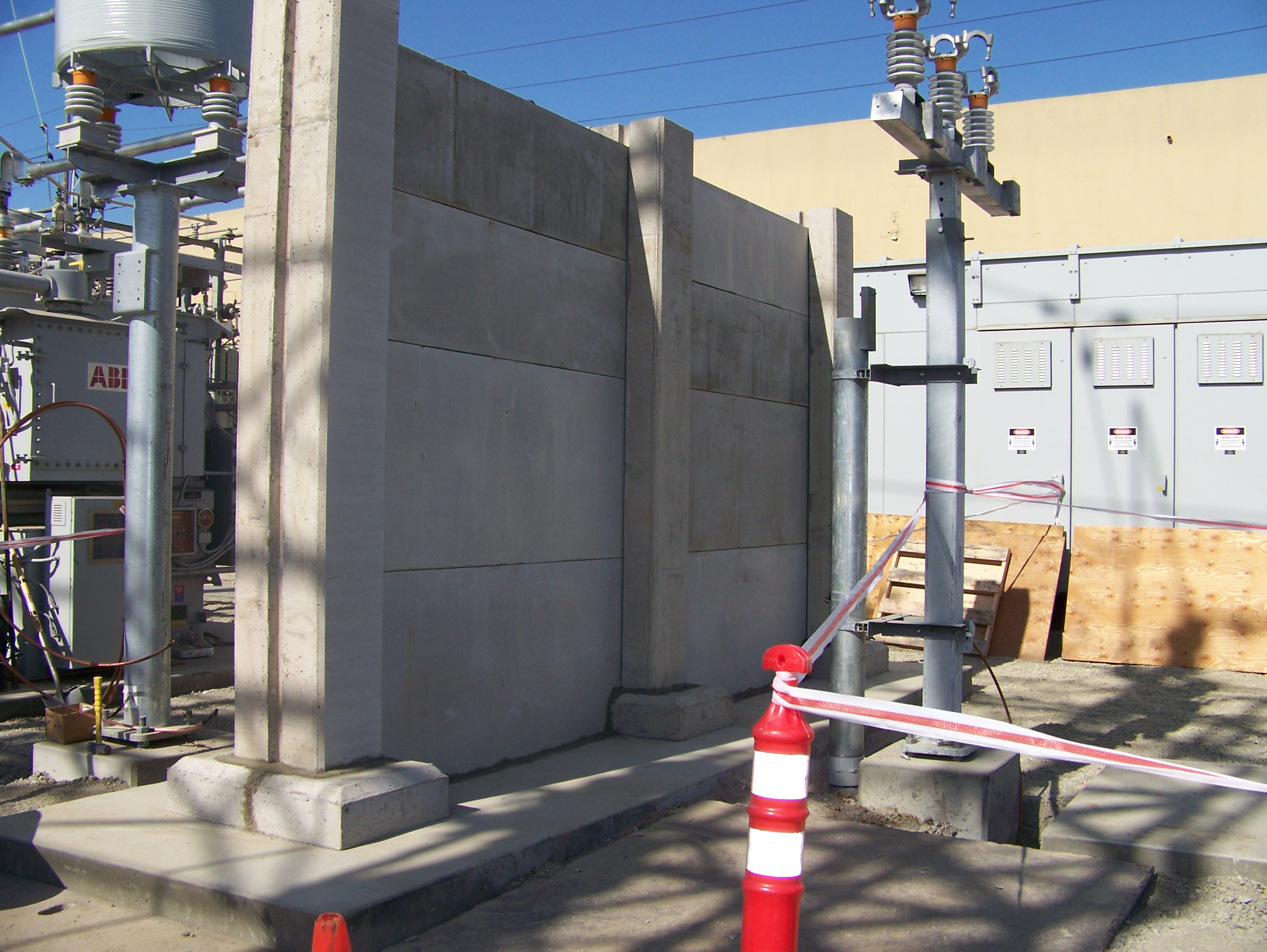
Приклад брандмауера, який використовується для гальмування поширення вогню на електричній підстанції.

підлоги  до підлоги або даху зверху, чи від однієї стінки вогнезахисного бар'єру до іншої протипожежної стіни, що має показник вогнестійкості, рівний або який перевищує потрібний клас для певного застосування. Протипожежні бар'єри безперервні крізь приховані простори, наприклад, над стелею до даху і вище. 

Брандмауер в автомобілі (позначений червоною лінією)

Протипожежні перегородки можуть не проходити крізь приховані простори, якщо будівельна конструкція, яка утворює нижню частину прихованого простору, (наприклад, стеля), має вогнестійкість, яка, принаймні дорівнює або перевищує вогневу стійкість перегородки. [3]
Протипожежна стіна High Challenge з підвищеним ступенем безпеки, являє собою стіну, яка використовується для поділу трансформаторів, конструкцій або будинків та стін, що розділяють будівлю з високими вимогами до вогневої безпеки, з підвищеними вогнестійкими характеристиками і поліпшеним захистом від вогню, а також зі структурною стійкістю. [4]
Частини споруд, які поділяються протипожежними стінами, дозволено вважати окремими будівлями, оскільки такі стіни мають достатню структурну стійкість для підтримання цілісності стіни у разі руйнування будівельної конструкції, по обидва боки цієї стіни. [5]